# Università di Wittenberg
L'Università di Wittenberg fu fondata nel 1502 a Wittenberg dal Principe Elettore di Sassonia Federico il Saggio. Nel 1817 si fuse con l'Università di Halle dando vita all'Università "Martin Lutero" di Halle-Wittenberg.

## Storia

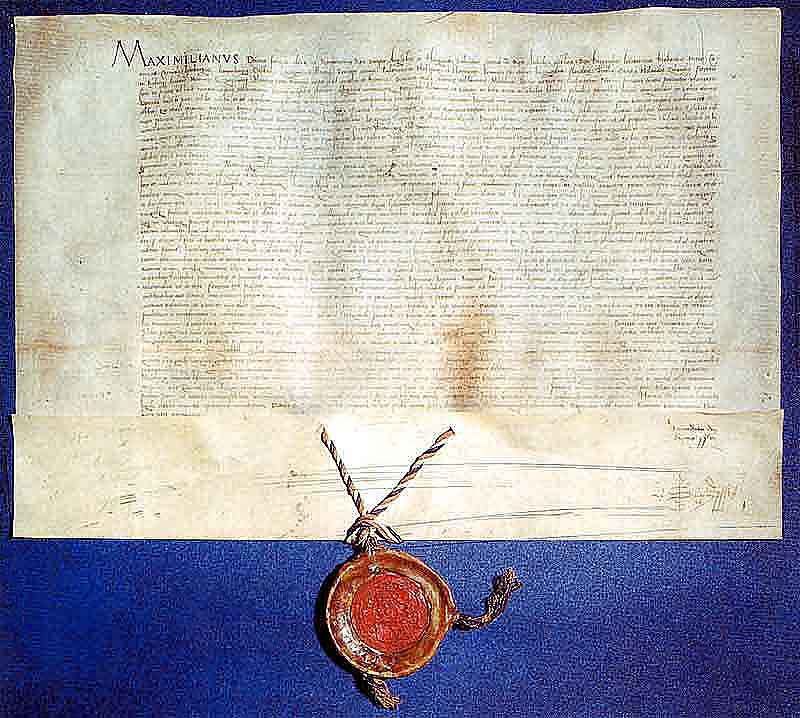
Documento di fondazione dell'Università sottoscritto dall'imperatore Massimiliano in Ulm il 6. luglio 1502; pergamena con sigillo

Su iniziativa del Principe elettore di Sassonia Federico il Saggio, l'imperatore Massimiliano I d'Asburgo il 6 luglio 1502 concesse il privilegio imperiale per la fondazione della Alma Mater Leucorea (così era chiamata l'Università di Wittenberg), che fu aperta il 18 ottobre di quell'anno nell'Elettorato ernestino di Sassonia come prima università dopo la suddivisione di Lipsia (Leipziger Teilung) del 26 agosto 1485.
Lo scopo della fondazione era quello di formare giuristi, teologi e medici per l'amministrazione del territorio ernestino della Sassonia. Il primo rettore fu Martin Pollich, il primo decano della facoltà di teologia Johann von Staupitz, il primo cancelliere Goswin von Orsoy, e numerosi furono i primi allievi sia della scuola superiore che dell'Università vera e propria.
La scuola superiore di Wittenberg ebbe dagli umanisti colà attivi il nome di Leucorea, che proviene dal greco con il significato di "montagna bianca". Per questo si trasse ispirazione al nome della città, che proviene o dal basso-tedesco Witten, o dallo slavo Sprachwurzel Vite (vita) e bec (riva), e anche dalle bianche spiagge delle rive dell'Elba
I primi statuti dell'Università si orientarono su quelli dell'Università di Tubinga.
Di conseguenza la Scuola superiore, sul piano dei contenuti come su quello strutturale, fu organizzata come le già esistenti università tedesche.
Con la facoltà di filosofia fu realizzato il fondamento di base, al quale si collegarono le facoltà giuridiche, mediche e teologiche.
Per poter finanziare l'Università, il principe elettore Federico collegò nel 1507 la nuova scuola superiore con la fondazione Tutti i Santi ed altre nella zona della sua signoria. La trasmissione dei diritti di Federico il Saggio assegnò all'Università nel XVI secolo uno stato speciale con una propria giurisdizione.

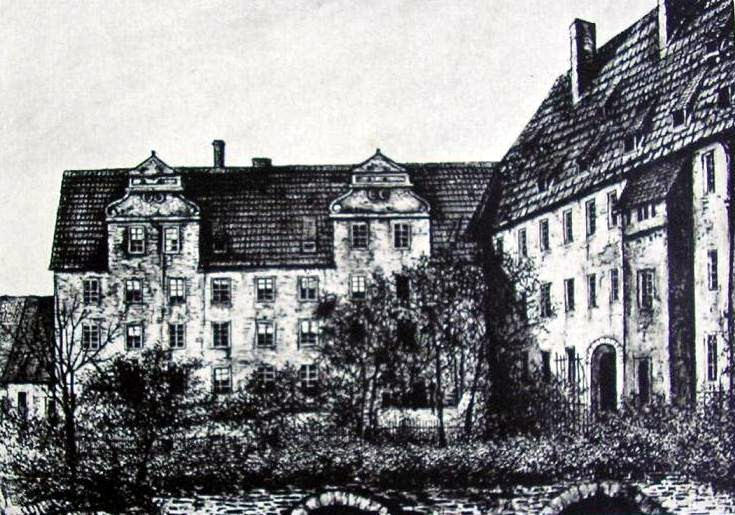
Università di Wittenberg, XIX secolo

Per il fatto che si rivolgevano all'Accademia di Wittenberger anche ricercatori di scienze umanistiche, essa assunse presto una posizione di guida. Personaggi allora famosi quali Christoph von Scheurl, Andreas Bodenstein o  Hieronymus Schurff insegnarono nell'Università nel periodo immediatamente successivo alla fondazione. Staupitz ottenne nel 1508 che venisse chiamato ad insegnare un altro monaco agostiniano: Martin Lutero. Più avanti furono chiamati ad insegnare Nikolaus von Amsdorf e per la lingua greca Filippo Melantone. In quel periodo l'Università di Wittenberg si sviluppò in uno dei centri più importanti d'Europa per la teologia.
Napoleone Bonaparte la fece chiudere il 5 dicembre 1814. Con il Congresso di Vienna del 1815 i territori sassoni intorno a Wittenberg passarono alla Prussia.
Di conseguenza l'Università di Wittenberg si trasferì ad Halle, dove il 12 aprile 1817 venne fondata la nuova Università conglobata di Halle–Wittenberg. In compenso a Wittenberg fu assegnato il Seminario evangelico per predicatori, che ancor oggi ha la sua sede nell'Augusteo della città. Il Fridericianum fu ristrutturato a caserma e infine, in sviluppi successivi, divenne un condominio.
Wittenberg aveva in questo modo perso la sua più importante istituzione e si sviluppò come città-guarnigione e poi in città industriale. Iniziative per una nuova "rifondazione" rimasero lettera morta.
Solo dopo la riunificazione tedesca della DDR con la RFT del 1990, venne creata, con pubblicazione sulla Gazzetta Ufficiale del ''Land'' Sassonia-Anhalt del 26 aprile 1994, in collaborazione con l'Università "Martin Lutero" di Halle-Wittenberg, la fondazione Leucorea come fondazione di diritto pubblico e parte dell'Università "Martin Lutero" di Halle-Wittenberg.
Scopo di questa fondazione è la cura e lo sviluppo delle scienze nella ricerca, insegnamento e studio presso l'Università stessa e per sostenere istituzioni nella città di Wittenberg.  A questo scopo furono progettate e realizzate presso Leucorea manifestazioni scientifiche e culturali.

### Fonti
- Walter Friedensburg: Urkundenbuch der Universität Wittenberg, 1926 im Selbstverlag der Historischen Kommission der Provinz Sachsen und Anhalt Magdeburg
- Gottfried Suevus: Academia Wittebergense Anno Fundationis…, (Online)
- Karl Eduard Förstemann: Album Academiae Vitebergensis, Leipzig 1841
- Album Academiae Vitebergensis Volumen Secundum, Halle (Saale) 1894
- Bernhard Weissenborn: Album Academiae Vitebergensis- Jüngere Reihe Teil 1 (1602–1660), Magdeburg, 1934
- Fritz Juntke: Album Academiae Vitebergensis – Jüngere Reihe Teil 2; Halle (Saale), 1952
- Fritz Juntke: Album Academiae Vitebergensis – Jüngere Reihe Teil 3; Halle (Saale), 1966
- Julius Köstlin: Die Baccalaurei und Magistri der Wittenberger philosophischen Fakultät 1503–1560, von 1887 bis 1891 in Halle bei Max Niemeyer

### Altra bibliografia
- Kurt Aland: Geschichte der Wittenberger Theologischen Fakultät.
- Anton Blaschka: Wittenbergerische Nachtigall. Sternstunden eines Topos. In: Wissenschaftliche Zeitschrift der Universität Halle
- Irene Dingel, Günther Wartenberg: Die Theologische Fakultät Wittenberg 1502 bis 1602. Evangelische Verlagsanstalt, Leipzig 2002, ISBN 3-374-02019-4
- Walter Friedensburg: Geschichte der Universität Wittenberg. Max Niemeyer Verlag, Halle (Saale) 1917
- Hildegart Herricht: Bibliographie zur Geschichte der Universität Wittenberg. 1980
- Heinz Kathe: Die Wittenberger Philosophische Fakultät 1501–1817. Böhlau, Köln 2002, ISBN 3-412-04402-4
- Hans Theodor Koch: Die Wittenberger Medizinische Fakultät (1502–1652). Ein biobibliographischer Überblick. In: Stefan Oehmig: Medizin und Sozialwesen in Mitteldeutschland zur Reformationszeit. Evangelische Verlagsanstalt, Leipzig 2007, ISBN 978-3-374-02437-7
- Heiner Lück: Martin Luther und seine Universität. Böhlau Verlag, Köln, Weimar, Wien 1998, ISBN 3-412-14696-X
- Martin Treu, Ralf Torsten Speler, Alfred Schellenberger: Leucorea. Bilder zur Geschichte der Universität. Edition Hans Lufft, Lutherstadt Wittenberg 1999, ISBN 3-9804492-6-2
- Arina Völker, Wolfram Kaiser: Ars medica Vitebergensis. 1980
- Ralf Frassek: Eherecht und Ehegerichtsbarkeit in der Reformationszeit. Der Aufbau neuer Rechtsstrukturen im sächsischen Raum unter besonderer Berücksichtigung der Wirkungsgeschichte des Wittenberger Konsistoriums. Verlag Mohr Siebeck, Tübingen 2005, ISBN 3-16-148685-4 (Onlineleseprobe)
- Andreas Gößner: Die Studenten an der Universität Wittenberg. Studien zur Kulturgeschichte des studentischen Alltags und zum Stipendienwesen in der zweiten Hälfte des 16. Jahrhunderts. Evangelische Verlagsanstalt, Leipzig 2003, ISBN 3-374-02075-5
- Helmar Junghans: Verzeichnis der Rektoren, Prorektoren, Dekane, Professoren  und Schloßkirchenprediger der Leucorea vom Sommersemester 1536  bis zum Wintersemester 1574/75. In: Irene Dingel, Günther Wartenberg: Georg Major (1502–1574). Ein Theologe der Wittenberger Reformation. Evangelische Verlagsanstalt, Leipzig 2005, ISBN 3-374-02332-0
- Kenneth G. Appold: Orthodoxie als Konsensbildung. Das theologische Disputationswesen an der Universität Wittenberg zwischen 1570 und 1710. Verlag Mohr Siebeck, Tübingen 2004, ISBN 978-3-16-148215-1, (Onlineleseprobe)
- Linda Wenke Bönisch: Universitäten und Fürstenschulen zwischen Krieg und Frieden. Eine Matrikeluntersuchung zur mitteldeutschen Bildungslandschaft im konfessionellen Zeitalter (1563-1650), Verlag epubli GmbH, Berlin 2013, ISBN 978-3-8442-7505-6. Untersucht werden die Universitäten Alma mater Lipsiensis in Leipzig, Leucorea in Wittenberg, Salana in Jena, Alma mater Erffordensis in Erfurt sowie die Fürstenschulen St. Afra in Meißen, St. Marien in Schulpforta und St. Augustin in Grimma.